# Schoenoplectus litoralis
Schoenoplectus litoralis é uma espécie de planta com flor pertencente à família Cyperaceae. 
A autoridade científica da espécie é (Schrad.) Palla, tendo sido publicada em Botanische Jahrbücher für Systematik, Pflanzengeschichte und Pflanzengeographie 10: 299. 1888.
Trata-se de uma espécie presente no território português, nomeadamente em Portugal Continental. Em termos de naturalidade é nativa da região atrás referida. Não se encontra protegida por legislação portuguesa ou da Comunidade Europeia.